# نظریه برانس دیکی
نظریه گرانش برانس-دیکی یا نظریه یوردان-برانس-دیکی، در فیزیک نظری، یک چارچوبهٔ نظری برای توضیح نظریه گرانش است. این نظریه یک رقیب برای نظریه مشهورتر گرانش اینشتین و نمونه‌ای از نظریه گرانش اسکالر-تنسور است که در آن برهمکنش گرانشی افزون بر میدان تنسوری گرانش، با یک میدان اسکالر هم مبادله می‌گردد. ثابت گرانش ۱/G در این نظریه ثابت در نظر گرفته نمی‌شود، بلکه با عبارت {\displaystyle \phi } جایگزین می‌گردد که می‌تواند با زمان و مکان تغییر کند.
این معادله در کنار معادلات نسبیت عام انیشتین رقیب‌های نزدیکی برای یکدیگرند و از قبیل در چند معادله میدانی با هم متفاوتند

## در گذشته
در زمان‌های گذشته این نظریه به عنوان نظریه برتر از نسبیت عام انیشتین توصیف کننده بهتری برای عالم طبیعت بوده‌است.